# Эгерская базилика
Эгерская базилика (венг. Egri főszékesegyház), полное название Базилика Святого Иоанна Апостола и Евангелиста, Святого Михаила и Непорочного Зачатия (венг. Szent János apostol és evangélista, Szent Mihály főangyal, Szeplőtelen Fogantatás főszékesegyház bazilika) — католический собор в городе Эгер (Венгрия). Памятник архитектуры в стиле неоклассицизм. Кафедральный собор архиепархии Эгера, один из пятнадцати венгерских храмов, носящих почётный статус малой базилики. Один из трёх крупнейших по размерам храмов страны наряду с базиликой Святого Адальберта в Эстергоме и базиликой Святого Иштвана в Будапеште.

## История
Базилика была построена в 1831—1837 годах по проекту архитектора Йожефа Хильда. Храм построен на месте исторического собора Эгера, который был переоборудован в мечеть во время турецкого владычества, а в 1820 году крайне обветшавшее здание было снесено. В 1827 году эгерскую архиепархию возглавил видный церковный деятель архиепископ Янош Пиркер, который выступил главным инициатором строительства большой базилики. В мае 1837 года новый собор был освящён. В 1970 году ей присвоен почётный статус
малой базилики.

## Архитектура

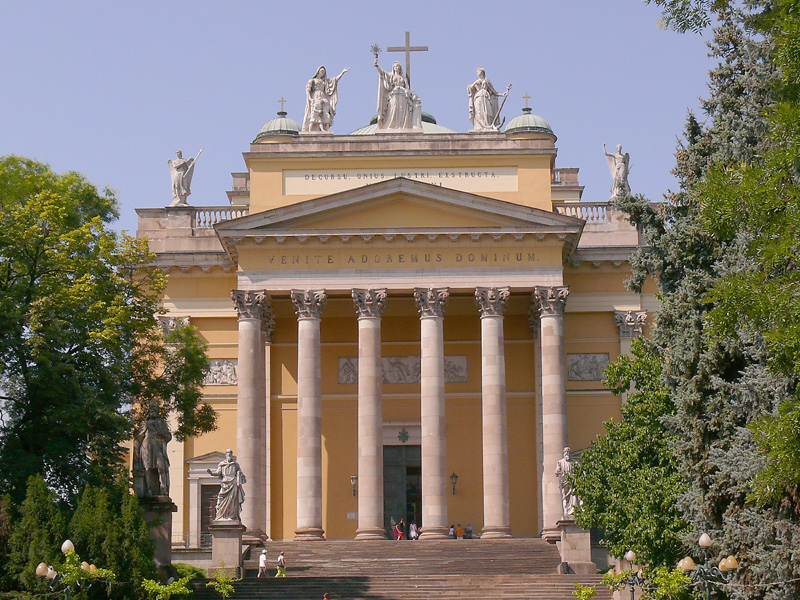
Фасад базилики

Собор представляет в плане трехнефную базилику с поперечным трансептом. Длина собора 93 метра, ширина — 53 метра. Над средокрестием находится высокий купол на барабане. Главные колокольни собора 55-метровой высоты расположены в углах здания, за апсидой. Главный фасад в греческом стиле оформлен шестиколонным портиком, состоящим из 17-метровых коринфских колонн. На фронтоне надпись на латыни «Venite adoremus Dominum» (Приидите, поклонимся Господу). По бокам лестницы, ведущей к главному фасаду, расположены четыре статуи: апостолов Петра и Павла, святых Стефана и Ласло. Интерьер собора оформлен в барочном стиле, работы по совершенствованию интерьера продолжались долгие годы после открытия собора. Главный мраморный алтарь создан в начале XX века, также как и фрески в алтарной части.
В соборе сохранился оригинальный 52-регистровый орган XIX века, в 2000 году он был отреставрирован.